# ترومبوکسان آ۲
ترومبوکسان آ ۲ (به انگلیسی: Thromboxane A2) با فرمول شیمیایی C۲۰H۳۲O۵ یک ترکیب شیمیایی با شناسه پاب‌کم ۵۲۸۰۴۹۷ است. که جرم مولی آن ۳۵۲٫۴۶۵ g/mol می‌باشد. 
آنزیم Thromboxane-A سنتتاز که در پلاکتها یافت می‌شود ترومبوکسان A2 را از آراشیدونیک اسید و prostaglandin H2 میسازد. ترومبوکسان بی۲ متابولیت غیرفعال ترومبوکسان A2 است. ترومبوکسان باعث انقباض عروق و تجمع پلاکتها می‌شود. ترومبوکسان همچنین منقبض‌کننده عروق است و فشار خون را افزایش میدهد.